# Martin Gerbert
Martin Gerbert, per esteso Martin Gerbert von Hornau (Horb am Neckar, 12 agosto 1720 – St. Blasien, 13 maggio 1793), è stato un abate tedesco, fürstabt dell'abbazia di San Biagio nella Foresta Nera, importante storico della musica e rappresentante della tradizione benedettina tedesca moderna.

## Biografia
Appartenente alla famiglia aristocratica dei von Hornau, ricevette la sua prima educazione a Friburgo in Brisgovia. Nel 1736 divenne monaco dell'abbazia di San Biagio dove nel 1744 iniziò l'insegnamento della teologia.
Gerbert si dedicava principalmente alla biblioteca dell'abbazia, e si diede allo studio della storia della Chiesa; l'oggetto specifico del suo interesse divenne la musica sacra medievale. Fece così frequenti viaggi in Germania, Francia ed Italia, principalmente allo scopo di raccogliere materiali per una storia medievale della liturgia e della musica.
Il 15 ottobre 1764 fu eletto principe-abate (Fürstabt) di St. Blasien. Sotto la sua autorità l'abbazia divenne un importante centro di ricerca storica metodica.
Si oppose alla politica dell'imperatore Giuseppe II, che tentava di sottrarre al Papa l'autorità sul clero nazionale; pubblicò l'opera in tre tomi
Historia Nigrae Silvae (1783-1788) e dopo l'incendio del 1768 fece innalzare la celebre chiesa rotonda di St. Blasien. A Gerbert va fatto risalire il primo nucleo della Germania Sacra, una storia delle diocesi tedesche. Il suo interesse per la musica lo portò a stringere rapporti con Christoph Willibald Gluck, e a diventarne amico.
A Bologna, nel corso di uno dei suoi viaggi, strinse amicizia con Giovanni Battista Martini, con cui ebbe modo di condividere le vaste esperienze. Il primo risultato fu il resoconto di viaggio Iter Alemannicum. Seguì nel 1774 l'importante opera in due volumi De cantu et musica sacra, nel 1777-79 Monumenta veteris liturgiae Alemannicae, e ancora, nel 1784 Scriptores ecclesiastici de musica sacra; l'ultimo scritto - una raccolta bibliografica in tre volumi - comprendeva la maggioranza degli scritti di teoria musicale dal III secolo alla fine del Medioevo, e rimase anche in epoca successiva uno strumento della massima importanza per lo studio della storia della musica medievale.
Nel 1791 fondò la birreria Rothaus - ancora oggi esistente col nome di Badische Staatsbrauerei Rothaus e di proprietà del land del Baden-Württemberg - come mezzo per promuovere l'economia nel territorio dell'abbazia.

## Principali scritti
- De recto et perverso usu theologicæ scholasticæ, 1758 (formato digitale)
- De æqua morum censura adversus rigidiorem et remissiorem, 1763 (formato digitale)
- Iter Allemannicum, accedit Italicum et Gallicum, 1765 (versione tedesca: Des hochwürdigsten Herrn, Herrn Martin Gerberts ... Reisen durch Alemannien ..., 1767; formato digitale)
- De cantu et musica sacra, a prima ecclesiae aetate usque at praesens tempus, 1774
- Monumenta veteris liturgiae Alemanicae, 1777–1779 (formato digitale)
- Historia Nigrae Silvae ordinis Sancti Benedicti coloniae, 1783–1788 (formato digitale: vol. 1, vol. 2, vol. 3)
- Scriptores ecclesiastici de musica sacra potissimum, 1784
- Ecclesia Militans Regnum Christi in Terris, in suis Fatis repræsentata, 1784 (formato digitale)
- De sublimi in evangelio Christi juxta divinam Verbi incarnati œconomian, 1793 (formato digitale)

La maggioranza dei libri scritti o editi da Martin Gebert si trovano in originale nella collezione Gerbert (Fürstabt-Gerbert-Sammlung) nella biblioteca dell'abbazia di Oberried.